# Laúd Stössel
El laúd Stössel es un instrumento de cuerda alemán inventado por Georg Stössel en 1914 en la ciudad de Colonia.

## Características

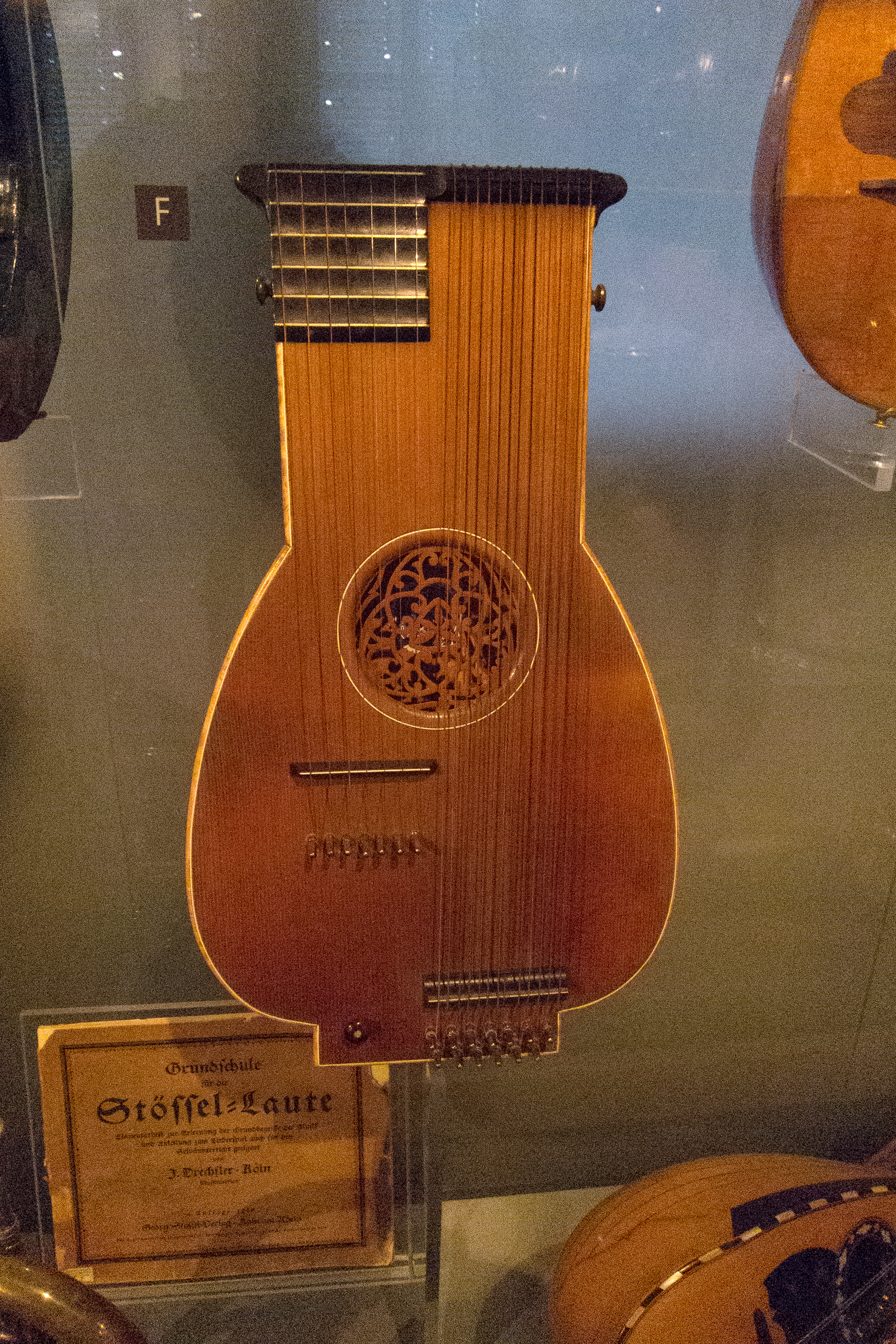
Stössel bajo laúd

Este instrumento es una mezcla de una cítara de Baviera o austriaca con un instrumento de mástil como el laúd o la mandolina. Se caracteriza por tocarse colocando la mano izquierda en los trastes sin tener que cambiar la posición de las manos en cada acorde.
Existen al menos 5 variantes de este instrumento: de tipo mandolina, siendo de este tipo las primeras versiones, de tipo laúd de 7 y 9 cuerdas, además del tipo bajo laúd y contrabajo laúd.

## Historia
Los laúdes tipo Stössel fueron populares en la década de 1920, decayendo su uso a partir de 1930 hasta ser prohibidos por el gobierno Nazi en 1937. Su producción finalizó en 1943, tras la muerte y destrucción del taller del inventor, debido a uno de los bombardeos que asolaron la ciudad de Colonia durante la Segunda Guerra Mundial. Se conservan muy pocos ejemplares.   